# L'Atelier
L'Atelier (titulada El atelier en México, Argentina, Chile y Uruguay; y El taller de escritura en España y resto de Hispanoamérica) es el nombre de una película de drama francesa de 2017 dirigida por Laurent Cantet. Fue seleccionada para competir por Un Certain Regard en el Cannes Film Festival.

## Sinopsis
La Ciotat, sur de Francia. Antoine va a un taller de escritura en el que un grupo de jóvenes ha sido seleccionado para escribir un thriller policiaco con la ayuda de Olivia, una famosa novelista. El proceso creativo hace hincapié en el pasado industrial del pueblo, un tipo de nostalgia que deja indiferente a Antoine. Más preocupado por los temores del mundo moderno, el joven pronto chocará con el grupo y con Olivia.

## Reparto
- Marina Foïs como Olivia.
- Matthieu Lucci como Antoine.